# Guy Sibille
Guy Sibille (Marsella, 25 de agosto de 1948) fue un ciclista profesional francés.

## Biografía
Campeón de Francia, miembro del ACBB (1), miembro del equipo de Francia aficionado, no supo adaptarse al escalón profesional y posee pues un palmarés en deçà de las pretensiones del comienzo.
Después de retirarse, Sibille crea su propia marca de ropa ciclista, después se pone a dirigir un cuartos de huéspedes en Var al dejar la marca en 2003.

## Palmarés
1971
- Tour de Yonne

1972
- 1 etapa de l'Etoile des Espoirs

1974
- 1 etapa de la Estrella de Bessèges

1976
- Campeonato de Francia en Ruta
- 1 etapa de la París-Niza

### Resultados en el Tour de Francia
5 participaciones
- 1974 : 71.º
- 1975 : abandono (22.ª etapa)
- 1976 : 47.º
- 1977 : 40.º
- 1978 : abandono (17.ª etapa)